# Edmundo Suárez
Edmundo Suárez Trabanco, mais conhecido como Mundo (Baracaldo, 22 de janeiro de 1916 — Valência, 14 de dezembro de 1978) foi um futebolista e treinador espanhol que atuava como atacante. É o maior artilheiro da história do Valencia com 269 gols em 287 jogos.

## Estatísticas

### Clubes
| Equipe            | Temporada         | Campeonato nacional | Campeonato nacional | Copas nacionais | Copas nacionais | Outros torneios | Outros torneios | Total | Total |
| Equipe            | Temporada         | Jogos               | Gols                | Jogos           | Gols            | Jogos           | Gols            | Jogos | Gols  |
| ----------------- | ----------------- | ------------------- | ------------------- | --------------- | --------------- | --------------- | --------------- | ----- | ----- |
| Valencia          | 1939–40           | 20                  | 14                  | 8               | 12              | –               | –               | 28    | 26    |
| Valencia          | 1940–41           | 22                  | 21                  | 7               | 9               | –               | –               | 29    | 30    |
| Valencia          | 1941–42           | 25                  | 27                  | 7               | 7               | –               | –               | 32    | 34    |
| Valencia          | 1942–43           | 22                  | 23                  | 7               | 4               | –               | –               | 29    | 27    |
| Valencia          | 1943–44           | 26                  | 28                  | 7               | 6               | –               | –               | 33    | 34    |
| Valencia          | 1944–45           | 21                  | 17                  | 9               | 10              | –               | –               | 30    | 27    |
| Valencia          | 1945–46           | 25                  | 20                  | 9               | 3               | –               | –               | 34    | 23    |
| Valencia          | 1946–47           | 10                  | 10                  | 3               | 1               | –               | –               | 13    | 11    |
| Valencia          | 1947–48           | 11                  | 5                   | –               | –               | 1               | 0               | 12    | 5     |
| Valencia          | 1948–49           | 22                  | 19                  | 6               | 2               | –               | –               | 28    | 21    |
| Valencia          | 1949–50           | 6                   | 2                   | –               | –               | –               | –               | 6     | 2     |
| Valencia          | Total             | 210                 | 186                 | 63              | 54              | 1               | 0               | 274   | 240   |
| Alcoyano          | 1950–51           | 21                  | 9                   | –               | –               | –               | –               | 21    | 9     |
| Alcoyano          | Total             | 21                  | 9                   | –               | –               | –               | –               | 21    | 9     |
| Total na carreira | Total na carreira | 231                 | 195                 | 63              | 54              | 1               | 0               | 305   | 249   |

### Seleção Espanhola
| Ano   | Jogos | Gols |
| ----- | ----- | ---- |
| 1941  | 1     | 2    |
| 1942  | 2     | 1    |
| Total | 3     | 3    |

|    | Data                   | Local              | Resultado | Adversário | Gol(s) | Competição |
| -- | ---------------------- | ------------------ | --------- | ---------- | ------ | ---------- |
| 1. | 28 de dezembro de 1941 | Mestalla, Valência | 3–2       | Suíça      | 2      | Amistoso   |
| 2. | 15 de março de 1942    | Nervión, Sevilha   | 4–0       | França     | 1      | Amistoso   |
| 3. | 12 de abril de 1942    | San Ciro, Milão    | 1–1       | Alemanha   | 0      | Amistoso   |

## Títulos

### Como jogador
Valencia
- La Liga: 1941–42, 1943–44, 1946–47
- Copa del Generalísimo: 1941, 1948–49

### Como técnico
Valencia
- Copa del Generalísimo: 1966–67

### Prêmios individuais
- Troféu Pichichi: 1941–42, 1943–44

### Artilharias
- La Liga de 1941–42 (27 gols)
- La Liga de 1943–44 (28 gols)